# Iwan Dawidow
Iwan Aleksandrow Dawidow (bułg. Иван Александров Давидов, ur. 5 października 1943 w Sofii, zm. 19 lutego 2015) – bułgarski piłkarz grający na pozycji pomocnika. W swojej karierze rozegrał 11 meczów w reprezentacji Bułgarii i strzelił w nich 1 gola.

## Kariera klubowa
W swojej karierze piłkarskiej Dawidow był zawodnikiem Slawii Sofia. W latach 1963, 1964 i 1966 zdobył z nią trzy Puchary Bułgarii.

## Kariera reprezentacyjna
W reprezentacji Bułgarii Dawidow zadebiutował 23 kwietnia 1964 roku w przegranym 0:1 towarzyskim meczu ze Związkiem Radzieckim. W 1966 roku został powołany do kadry na mistrzostwa świata w Anglii. Na tym turnieju zagrał w jednym meczu, z Węgrami (1:3), w którym strzelił samobójczego gola.
W 1970 roku Dawidow zagrał jednym meczu mistrzostw świata w Meksyku, z Peru (2:3). Od 1964 do 1970 roku rozegrał w kadrze narodowej 11 meczów i zdobył 1 bramkę.
| Mecze i gole w reprezentacji | Mecze i gole w reprezentacji | Mecze i gole w reprezentacji | Mecze i gole w reprezentacji | Mecze i gole w reprezentacji | Mecze i gole w reprezentacji | Mecze i gole w reprezentacji |
| #                            | Data                         | Stadion                      | Rywal                        | Wynik                        | Gol                          | Rozgrywki                    |
| 1964                         | 1964                         | 1964                         | 1964                         | 1964                         | 1964                         | 1964                         |
| ---------------------------- | ---------------------------- | ---------------------------- | ---------------------------- | ---------------------------- | ---------------------------- | ---------------------------- |
| 1.                           | 23.04.1964                   | Kijów, ZSRR                  | ZSRR                         | 0:1                          | 0                            | towarzyski                   |
| 1966                         |                              |                              |                              |                              |                              |                              |
| 2.                           | 20.07.1966                   | Manchester, Anglia           | Węgry                        | 1:3                          | 0                            | MŚ 1966                      |
| 3.                           | 06.11.1966                   | Sofia, Bułgaria              | Jugosławia                   | 6:1                          | 0                            | towarzyski                   |
| 4.                           | 13.11.1966                   | Sofia, Bułgaria              | Norwegia                     | 4:2                          | 0                            | el. ME 1968                  |
| 1967                         |                              |                              |                              |                              |                              |                              |
| 5.                           | 12.10.1967                   | Stambuł, Turcja              | Turcja                       | 3:2                          | 1                            | kwal. IO 1968                |
| 6.                           | 26.11.1967                   | Sofia, Bułgaria              | Portugalia                   | 1:0                          | 0                            | el. ME 1968                  |
| 1968                         |                              |                              |                              |                              |                              |                              |
| 7.                           | 24.04.1968                   | Lipsk, NRD                   | NRD                          | 2:3                          | 0                            | kwal. IO 1968                |
| 1969                         |                              |                              |                              |                              |                              |                              |
| 8.                           | 24.09.1969                   | Sofia, Bułgaria              | RFN                          | 0:1                          | 0                            | towarzyski                   |
| 1970                         |                              |                              |                              |                              |                              |                              |
| 9.                           | 08.04.1970                   | Rouen, Francja               | Francja                      | 1:1                          | 0                            | towarzyski                   |
| 10.                          | 06.05.1970                   | Sofia, Bułgaria              | ZSRR                         | 0:0                          | 0                            | towarzyski                   |
| 11.                          | 02.06.1970                   | León, Meksyk                 | Peru                         | 2:3                          | 0                            | MŚ 1970                      |